# Friedhofskapelle Düsseldorf-Gerresheim

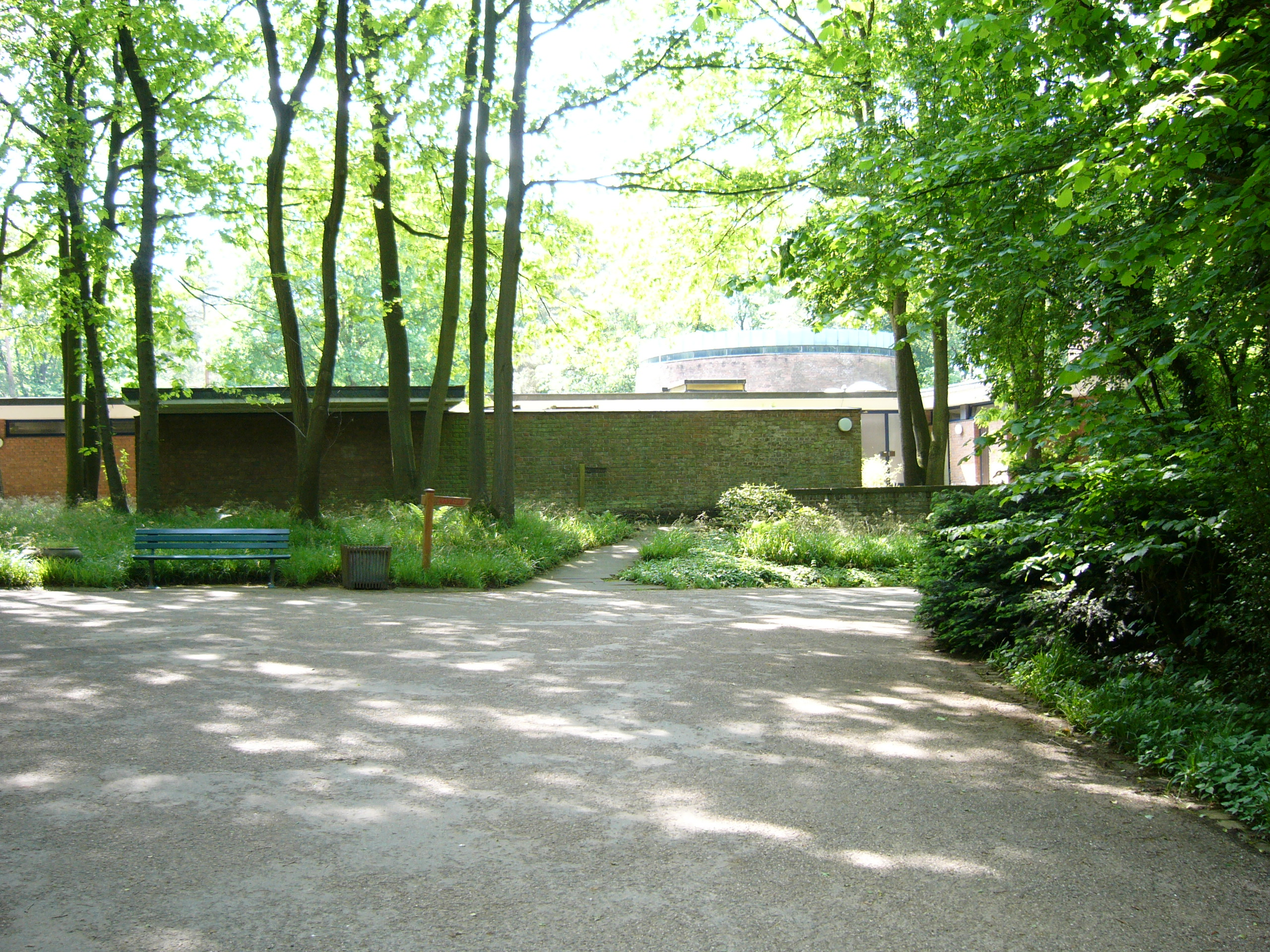
Obere Kapelle

Die obere Friedhofskapelle ist eine von zwei Kapellen auf dem Waldfriedhof in Düsseldorf-Gerresheim und wurde in den Jahren 1963–65 nach den Plänen der Architekten Hans Junghanns und Gerhard Nitschke für die Stadt Düsseldorf erbaut.

## Beschreibung
Der Sakralraum ist auf einem kreisförmigen Grundriss als Kegelstumpf erbaut. Das Kapellendach ist kupfergedeckt; die Decke und der Mauerring sind nach innen geneigt; Tageslicht fällt nur durch ein schmales Oberlichtband herein. Der runde Bau überragt die niedrige Eingangshalle und Betriebsräume, die von einer weit ausladenden Dachplatte zusammengefasst werden.